# Блевчицкий сельсовет
Бле́вчицкий сельсовет (бел. Бле́ўчыцкі сельсавет) — административная единица на территории Копыльского района Минской области Республики Беларусь. Административный центр — агрогородок Быстрица.

## История
Образован 16 июля 1954 года в составе Копыльского района Минской области БССР путём объединения упразднённых Быстрицкого и Лешненского сельсоветов, центр — деревня Блевчицы.
22 сентября 1980 года центр сельсовета перенесён в деревню Деречино.
В 2008 году деревня Быстрица преобразована в агрогородок
С марта 2008 года центр сельсовета агрогородок Быстрица.

## Состав
Блевчицкий сельсовет включает 15 населённых пунктов:
- Блевчицы — деревня.
- Быстрица — агрогородок[2].
- Веробьевичи — деревня.
- Деречино — деревня.
- Домантовичи — деревня.
- Заневедомка — деревня.
- Киевичи — деревня.
- Красино — деревня.
- Лешня — деревня.
- Малиновка — деревня.
- Мацкевичи — деревня.
- Новинки — посёлок.
- Острово — деревня.
- Суховчицы — деревня.
- Филиповичи — посёлок.

## Культура
- Краеведческий музей «Баявой і працоўнай славы» ГУО «Быстрицкая средняя школа» в аг. Быстрица